# Vengeance Rising
Vengeance Rising est un groupe de thrash metal chrétien américain, originaire de Los Angeles, en Californie. Mené par le chanteur Roger Martinez, ils s'appellent à l'origine Vengeance en 1987, mais changent de nom en 1989 our éviter tout conflit avec un groupe néerlandais. Les membres Larry Farkas, Doug Thieme, Roger Dale Martin, et Glen Mancaruso partent après la sortie de Once Dead et forment le groupe Die Happy. Roger Martinez reste pour enregistrer deux autres albums, mais à part lui, la formation de Vengeance Rising' change pour l'album qui suit. Bien qu'ancré dans le metal chrétien, Vengeance Rising est désormais connu pour Martinez, qui passera de la chrétienté au satanisme théiste.

## Biographie
Le groupe était connu pour sa fascination pour les thèmes violents, comme en témoignent leurs textes. Les deux premiers albums, juste avant leurs scission, sont considérés par les fans comme leurs meilleurs. Le premier, Human Sacrifice,,, est décrit par Doug Van Pelt de HM Magazine comme « l'album chrétien le plus radical jamais sorti. »
Leur penchant pour la violence s'étendait à la scène, où le groupe représenterait la crucifixion du Christ dans leurs spectacles. Un graphisme extrême apparaissait également en couverture d'album du groupe. Les albums Human Sacrifice et Once Dead sont censurés par des librairies chrétiennes, en partie à cause de leur contenu graphique violent. Des exemplaires de leur troisième album, Destruction Comes, avaient un autocollant de censure couvrant le personnage masculin, surnommé Raegoul, exposant la moitié de sa chair écorchée,.
Une critique de Once Dead dans CCM Magazine décrit la couverture de cet album de « résurrection de la mort spirituelle » comme étant « horrible. » Musicalement, l'album s'inspire du speed metal, avec des arrangements thrash sur certaines chansons, comme dans la reprise de Space Truckin de Deep Purple, et Out of the Will. Alors que les chants sonnaient souvent comme « des lames de rasoir », les paroles étaient « beaucoup basées sur la Bible » et en correspondance avec les références scripturaires dont ils sont tirés.
Le chanteur Roger Martinez provient de l'église pentecôtiste International de Foursquare où il a été baptisé,. Il devient finalement le pasteur d'une église à Hollywood. Là-bas, il commence à se pencher sur la guérison de la foi, et prétend prouver qu'il s'agit d'une arnaque. Dans les années 1990, Martinez quitte la foi chrétienne. Il expliquera être un athée engagé depuis 1997. Des rumeurs circulaient déjà à ce moment, selon lesquelles il était possible que Martinez n'ait jamais été chrétien, et que ce n'était qu'un rôle qu'il se donnait. Désormais, Martinez possède les droits du nom du groupe pour les projets futurs.
Selon Scott Waters et Steve Rowe, Martinez commence, à cette période, à enregistrer des cassettes qui contredisent ce qu'il a fait pendant sa carrière chrétienne. Il lance un site web ou il dit qu'il renonce à ces précédente productions, et où il poste des articles présentant les leaders chrétiens dans une lumière négative. Martinez recevra des menaces de mort de la part d'individus qu'il aurait « poignardé dans le dos », comme son ami Steve Rowe, de Mortification, un groupe que Martinez a aidé à obtenir son premier contrat.

### Retour
Le 6 août 2017, une réédition de Human Sacrifice est annoncée, s'accompagnant d'un concert de réunion avec Jim Settle, chanteur de Hand of Fire, au chant pour remplacer Martinez, qui jouera au SoCal Metal Fest 2, le 12 août la même année.

## Membres

### Membres actuels
- Larry Farkas - guitare
- Doug Thieme - guitare
- Roger Dale Martin - basse
- Glenn Mancaruso  - batterie
- Jim Settle - chant